# La Chapelle-Yvon
La Chapelle-Yvon is een plaats en voormalige gemeente in het Franse departement Calvados in de regio Normandië en telt 503 inwoners (2005).
Op 1 januari 2016 is La Chapelle-Yvon gefuseerd met Saint-Cyr-du-Ronceray, Saint-Julien-de-Mailloc, Saint-Pierre-de-Mailloc en Tordouet tot de huidige gemeente Valorbiquet. Deze gemeente maakt deel uit van het arrondissement Lisieux.

## Geografie
De oppervlakte van La Chapelle-Yvon bedraagt 7,0 km², de bevolkingsdichtheid is 71,9 inwoners per km².
De onderstaande kaart toont de ligging van La Chapelle-Yvon met de belangrijkste infrastructuur en aangrenzende gemeenten.

## Demografie
Onderstaande figuur toont het verloop van het inwonertal (bron: INSEE-tellingen).
Vanwege een beveiligingsprobleem met de MediaWiki Graph-software is het momenteel niet mogelijk deze grafiek weer te geven. Zodra de software is bijgewerkt zal de grafiek vanzelf weer zichtbaar worden.